# Liste der Baudenkmale in Guteborn
In der Liste der Baudenkmale in Guteborn sind alle Baudenkmale der brandenburgischen Gemeinde Guteborn aufgelistet. Grundlage ist die Veröffentlichung der Landesdenkmalliste mit dem Stand vom 31. Dezember 2020. Die Bodendenkmale sind in der Liste der Bodendenkmale in Guteborn aufgeführt.

## Legende
In den Spalten befinden sich folgende Informationen:
- ID-Nr.: Die Nummer wird vom Brandenburgischen Landesamt für Denkmalpflege vergeben. Ein Link hinter der Nummer führt zum Eintrag über das Denkmal in der Denkmaldatenbank. In dieser Spalte kann sich zusätzlich das Wort Wikidata befinden, der entsprechende Link führt zu Angaben zu diesem Denkmal bei Wikidata.
- Lage: die Adresse des Denkmales und die geographischen Koordinaten. Link zu einem Kartenansichtstool, um Koordinaten zu setzen. In der Kartenansicht sind Denkmale ohne Koordinaten mit einem roten beziehungsweise orangen Marker dargestellt und können in der Karte gesetzt werden. Denkmale ohne Bild sind mit einem blauen bzw. roten Marker gekennzeichnet, Denkmale mit Bild mit einem grünen beziehungsweise orangen Marker.
- Bezeichnung: Bezeichnung in den offiziellen Listen des Brandenburgischen Landesamtes für Denkmalpflege. Ein Link hinter der Bezeichnung führt zum Wikipedia-Artikel über das Denkmal.
- Beschreibung: die Beschreibung des Denkmales
- Bild: ein Bild des Denkmales und gegebenenfalls einen Link zu weiteren Fotos des Baudenkmals im Medienarchiv Wikimedia Commons

## Baudenkmale
| ID-Nr.            | Lage                                    | Bezeichnung | Beschreibung | Bild           |
| ----------------- | --------------------------------------- | --- | --- | -------------- |
| 09120290 Wikidata | Hauptstraße 20, 22, Parkweg 6, 8 (Lage) | Gutsanlage mit „Schlosskapelle“, Küche/Remise, Verwaltungsgebäude mit Einfriedung, Waschhaus, Speicher, Obermühle, Gärtnerhaus mit Wirtschafts- und Stallgebäude, Forsthaus, Schmiede, Schlosspark, Schlossgraben mit Brücke | Die ehemalige Schlosskapelle ist Teil einer ehemaligen Wasserburg aus dem Mittelalter. Im Inneren ist die Ausstattung aus dem Ende des 17. Jahrhunderts. Das Schloss Guteborn wurde am 8. August 1948 gesprengt. | weitere Bilder |
| 09120233 Wikidata | Hermsdorfer Straße 4 (Lage)             | Wohnhaus | Zwei geschossiges Wohnhaus mit massiven Untergeschoss. Obergeschoss verbrettertes Fachwerk mit Krüppelwalmdach. Inschrift datiert auf 1799.                                                                      | Wohnhaus       |